# (657) Гунлёд
(657) Гунлёд (лат. Gunlod) — астероид главного пояса, который принадлежит к тёмному спектральному. Он был открыт 23 января 1908 года немецким астрономом Августом Копффом в Гейдельбергской обсерватории и назван в честь великанши Гуннлед из германо-скандинавской филологии.

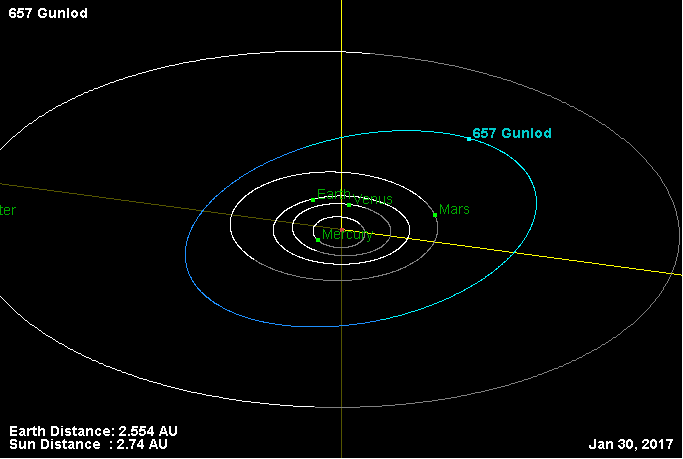
Орбита астероида Гунлёд и его положение в Солнечной системе

Астероид движется по орбите близкой к орбитам семейства Эвномии, но его химический состав исключает принадлежность к этому семейству. Тиссеранов параметр относительно Юпитера — 3,379.